# Allium materculae
Allium materculae är en amaryllisväxtart som beskrevs av Eugen Iwanowitsch Bordzilowski. Allium materculae ingår i släktet lökar, och familjen amaryllisväxter.

## Underarter
Arten delas in i följande underarter:
- A. m. materculae
- A. m. graveolens